# Amaury Delerue
Amaury Delerue (Luzy, 6 giugno 1977) è un arbitro di calcio francese.

## Carriera
Delerue debutta nella massima serie francese come arbitro nel 2012, all'età di 35 anni. Inoltre è anche un professore designato all'educazione fisica e sportiva presso l'UFR Staps di Bordeaux. Nel gennaio 2015  arbitra anche le partite delle competizioni europee.
Il 24 luglio 2020 ha arbitrato la finale di Coppa di Francia tra Paris Saint-Germain e Saint-Étienne.